# Бритос, Матиас
Матиас Бритос Кардосо (исп. Matías Britos Cardoso; родился 26 ноября 1988 года, Сан-Карлос) — уругвайский футболист, нападающий клуба «Атенас».

## Клубная карьера
Бритос начал карьеру в клубе «Атенас». Для получения игровой практики он первые несколько сезонов часто менял клубы, побывав игроком команд «Монтевидео Уондерерс», «Рампла Хуниорс», «Хувентуд Лас-Пьедрас». В 2010 году Матиас вернулся в родной «Атенас», но уже спустя полгода на правах аренды вернулся в «Рамплу». В 2011 году Бритос подписал контракт с «Дефенсор Спортинг». 13 августа в матче против бывших одноклубников из «Рампла Хуниорс» он дебютировал за «Дефенсор» в уругвайской Примере. 28 августа в поединке против «Серрито» Бритос забил свой первый гол за новую команду.
Летом 2012 года в Матиас перешёл в мексиканский «Леон». 28 июля в матче против «Тихуаны» он дебютировал в мексиканской Примере, заменив во втором тайме своего соотечественника Нельсона Маса. 25 августа в поединке против «Монаркас Морелия» Бритос забил свой первый гол за «львов». В составе Леона он дважды выиграл чемпионат Мексики.
Летом 2014 года Матиас перешёл в УНАМ Пумас. 19 июля в матче против «Керетаро» он дебютировал за новый клуб. 3 августа в поединке против «Толуки» Бритос забил свой первый гол за «пум».
Летом 2017 года Матиас перешёл в аравийский «Аль-Хиляль». 10 августа в матче против «Аль-Фейха» он дебютировал в чемпионате Саудовской Аравии. 21 октября в поединке против «Аль-Батина» Бритом забил свой первый гол за «Аль-Хиляль». В начале 2018 года Матиас вернулся в Мексику, став игроком «Керетаро». 21 января в матче против УАНЛ Тигрес он дебютировал за новую команду.

## Международная карьера
В 2011 году Матиас завоевал бронзовые медали на Панамериканских играх в Гвадалахаре. На турнире он сыграл в матчах против Тринидада и Тобаго, Эквадора, Мексики, Аргентины и Коста-Рики.

## Достижения
Командные
 «Леон»
- Чемпионат Мексики по футболу — Апертура 2013
- Чемпионат Мексики по футболу — Клаусура 2014

Международные
 Уругвай (до 22)
- Панамериканские игры — 2011